# Ananthura ocellata
Ananthura ocellata är en kräftdjursart som först beskrevs av Nunomura 1992.  Ananthura ocellata ingår i släktet Ananthura och familjen Antheluridae. Inga underarter finns listade i Catalogue of Life.